# Fairfax (Dakota del Sur)
Fairfax es un pueblo ubicado en el condado de Gregory en el estado estadounidense de Dakota del Sur. En el Censo de 2010 tenía una población de 115 habitantes y una densidad poblacional de 146,54 personas por km².

## Geografía
Fairfax se encuentra ubicado en las coordenadas 43°1′41″N 98°53′20″O / 43.02806, -98.88889. Según la Oficina del Censo de los Estados Unidos, Fairfax tiene una superficie total de 0.78 km², de la cual 0.78 km² corresponden a tierra firme y (0%) 0 km² es agua.

## Demografía
Según el censo de 2010, había 115 personas residiendo en Fairfax. La densidad de población era de 146,54 hab./km². De los 115 habitantes, Fairfax estaba compuesto por el 97.39% blancos, el 1.74% eran afroamericanos, el 0.87% eran amerindios, el 0% eran asiáticos, el 0% eran isleños del Pacífico, el 0% eran de otras razas y el 0% pertenecían a dos o más razas. Del total de la población el 0% eran hispanos o latinos de cualquier raza.